# Церква святого архистратига Михаїла (Ланівці)
Церква святого архистратига Михаїла в Ланівцях — однойменна парафія греко-католицької та православної громад у селі Ланівці Чортківського району Тернопільської области.

## Історія
Дерев'яна церква в Ланівцях була збудована в середині XVIII століття. Вулиця, де стояв храм, а згодом і все село, отримали назву Козаччина. У цей же період у селі звели монастир Чину Святого Василія Великого, який проіснував до редукції 1783 року. Його намісником був о. Корнелій.
У 1785 році замість старої дерев'яної церкви почали будувати нову, кам'яну, храм святого Михаїла. Будівництво було завершено у 1802 році за служіння священника о. Василія (Базилія) Лукашевича.
У 1898 році, за сприяння о. О. Уланицького, в селі заснували монастир сестер Служебниць Непорочної Діви Марії. Його фундаторкою стала княгиня Тереса Сапега, яка подарувала просторий будинок із великою земельною ділянкою. У монастирі оселилося 11 сестер.
Чудотворну ікону Ланівецької Пресвятої Богородиці освятив митрополит Андрей Шептицький. У 2011 році було відновлено відпуст.
18 серпня 1907 року в селі заснували філію українського патріотичного союзу «Сокіл» і товариство «Сільський господар» на чолі з о. О. Уланицьким. З 11 лютого 1921 року парохом був призначений о. Олексій Гуньовський — відомий композитор та активний громадський діяч. За його сприяння у 1933 році відновили «Просвіту», яку він і очолив.
З початком наступу комуністичної влади на УГКЦ о. О. Гуньовський переїхав до села Дора. У 1946 році греко-католицьку парафію та церкву святого архистратига Михаїла закрила влада. Багатьох священників, уродженців села (о. Василь Жарий, о. Іван-Маркіян Баранюк, о. Михайло Кисіль), вивезли в табори Сибіру. Після звільнення у 1950-х роках вони, незважаючи на небезпеку, продовжували підпільно служити.
У 1990 році парафія і храм знову повернулися в лоно УГКЦ. Богослужіння в рідній церкві відправляв о. Михайло Кисіль, але через стан здоров'я у 1991 році його замінив о. Ярослав Гавришев, який служив до 2002 року.
У жовтні 2002 року о. Я. Гавришев намагався перевести греко-католицьку парафію в православ'я. Протистояння тривало до літа 2003 року, коли сільська рада передала приміщення старого клубу православній громаді. З осені 2002 року і дотепер парохом греко-католицької громади є о. Іван Сабала. Завдяки його праці міжконфесійна злагода в селі була відновлена.
При греко-католицькій парафії діють братство «Апостольство молитви» та спільнота «Жива Вервиця». На фасаді церкви встановлено пам'ятну дошку на честь о. Олександра Уляницького та о. Олексія Гуньовського.

## Галерея

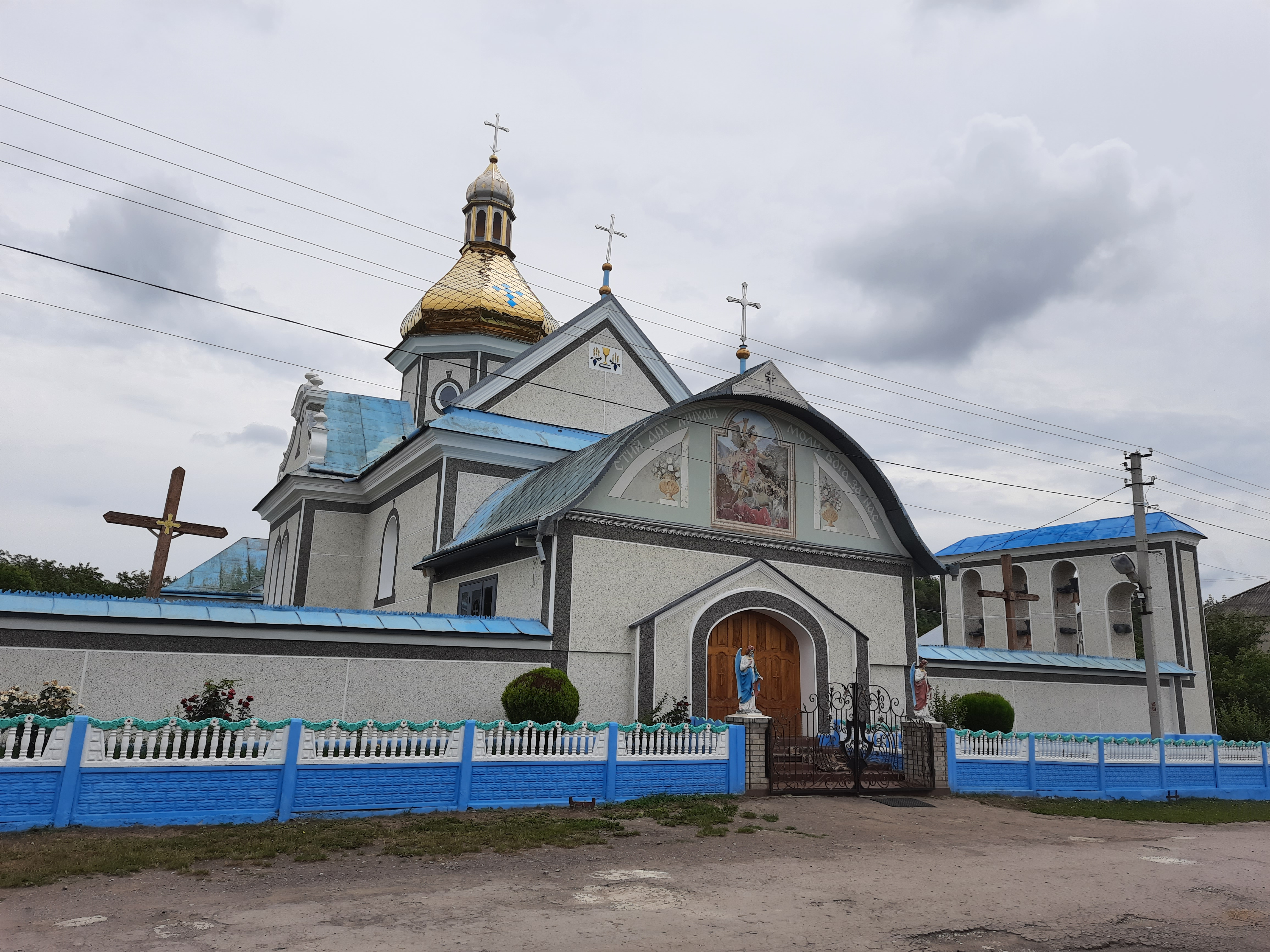
Церква Святого Михаїла
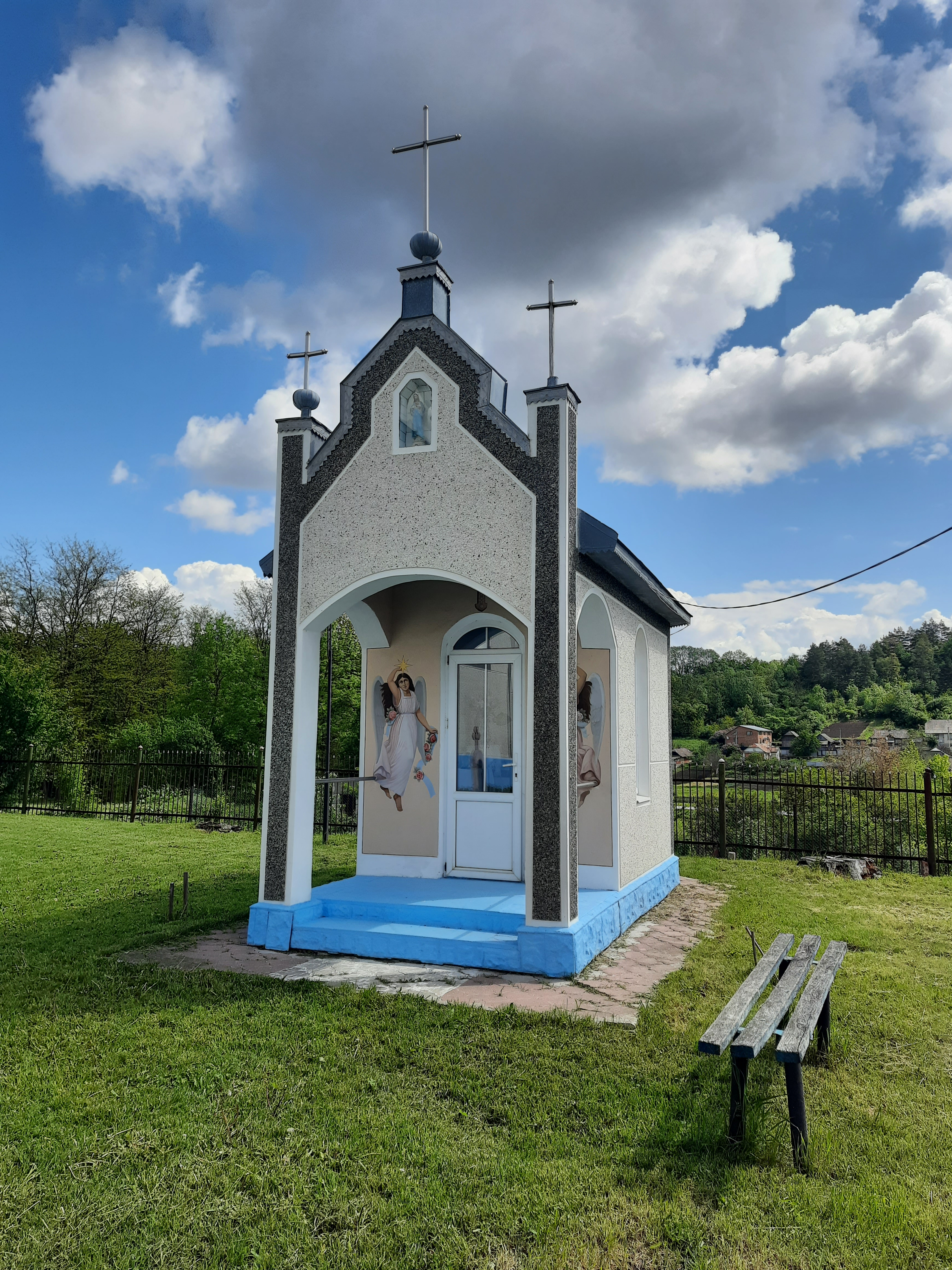
Капличка на подвір'ї церкви
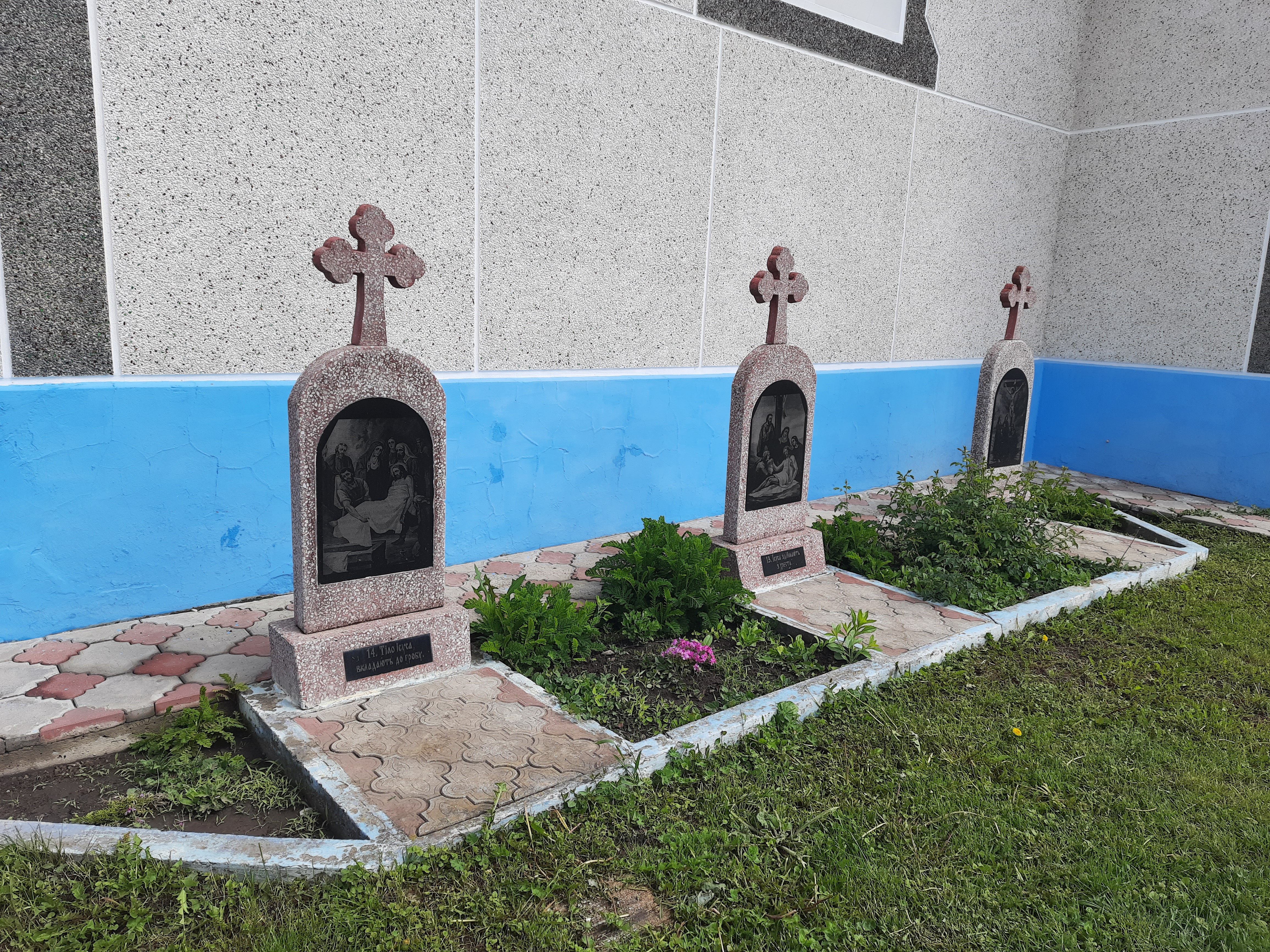
Стації Хресної дороги
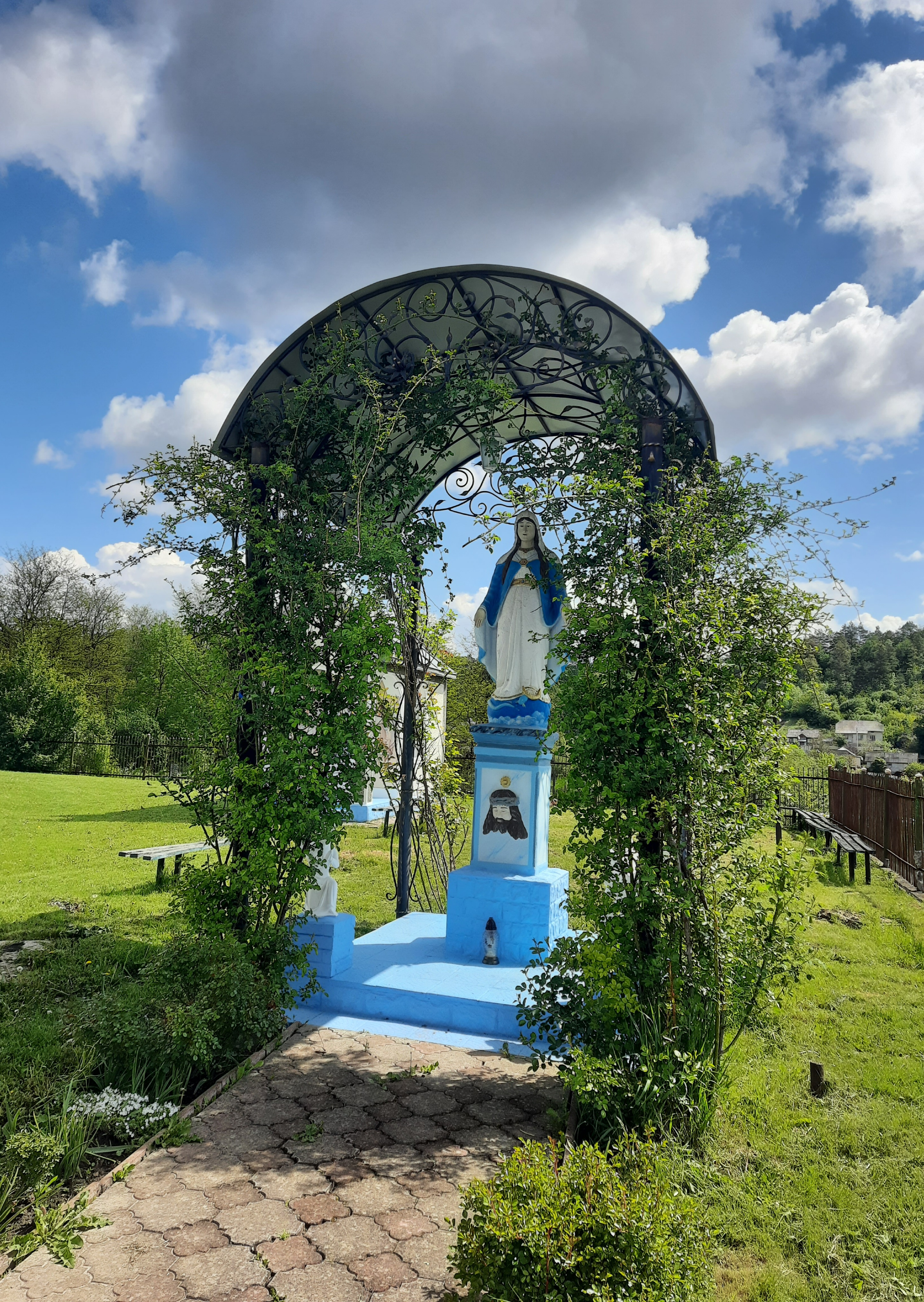
Статуя Божої Матері на подвір'ї церкви
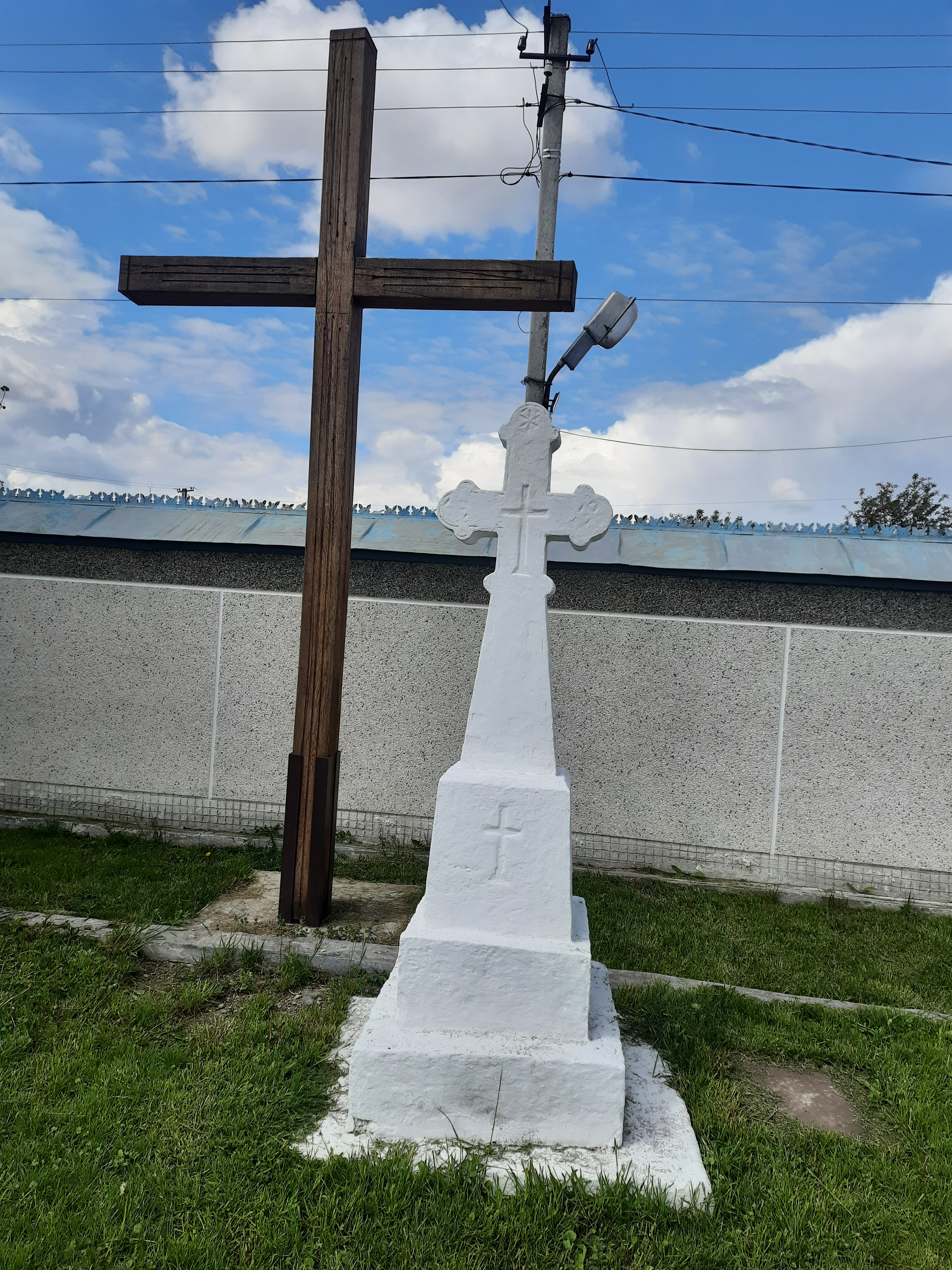
Поховання на подвір'ї церкви
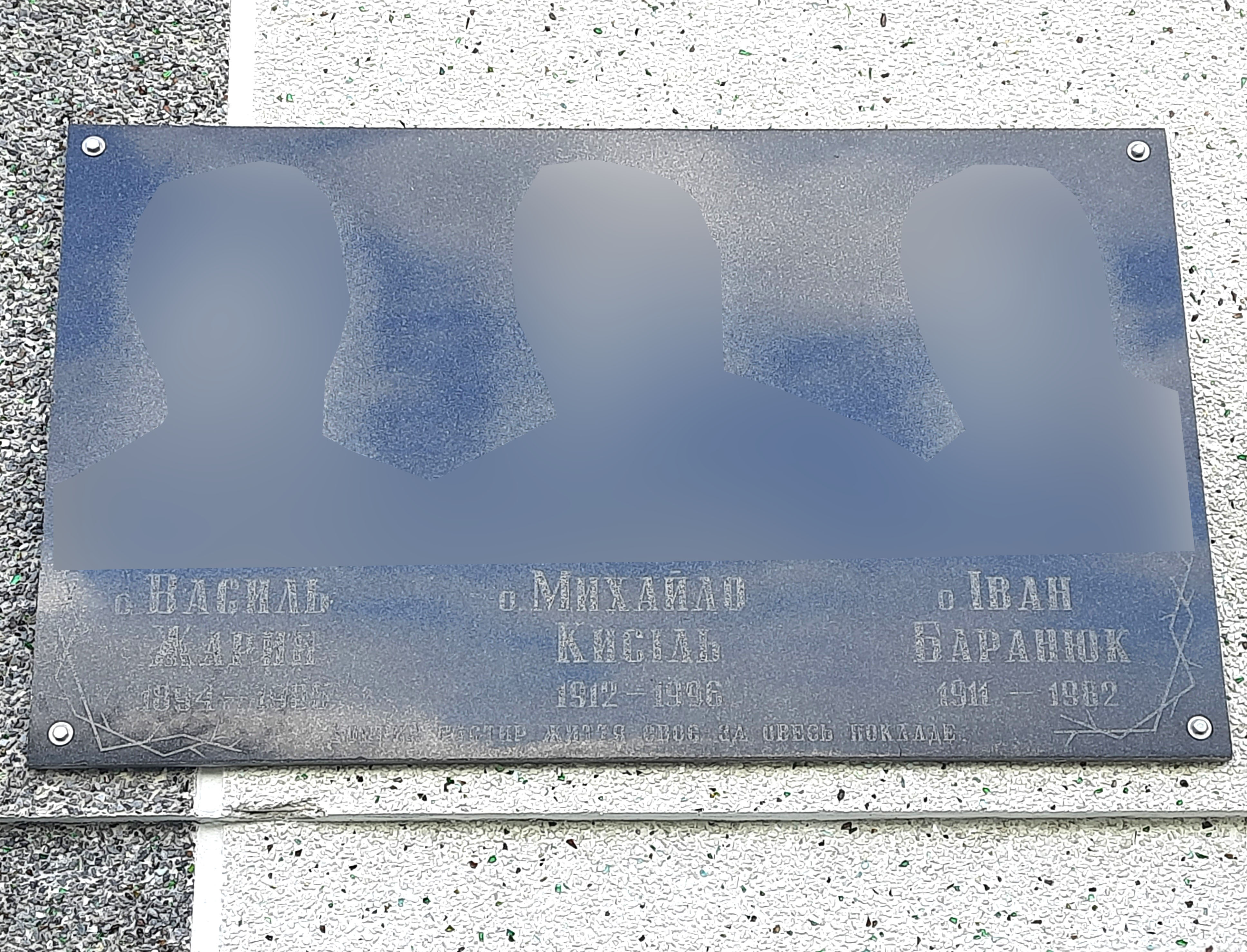
Меморіальна таблиця на стіні церкви
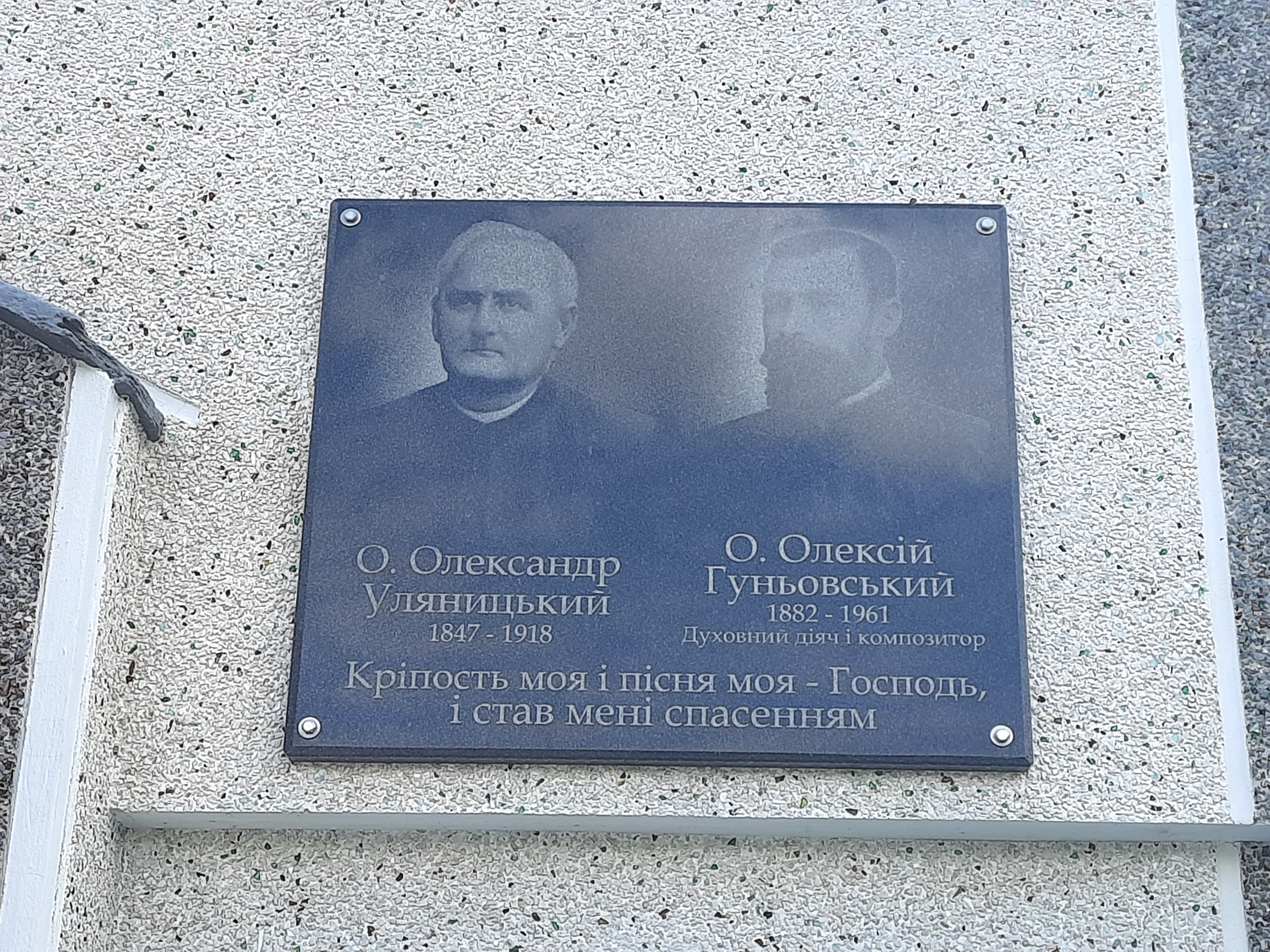
Меморіальна таблиця на стіні церкви
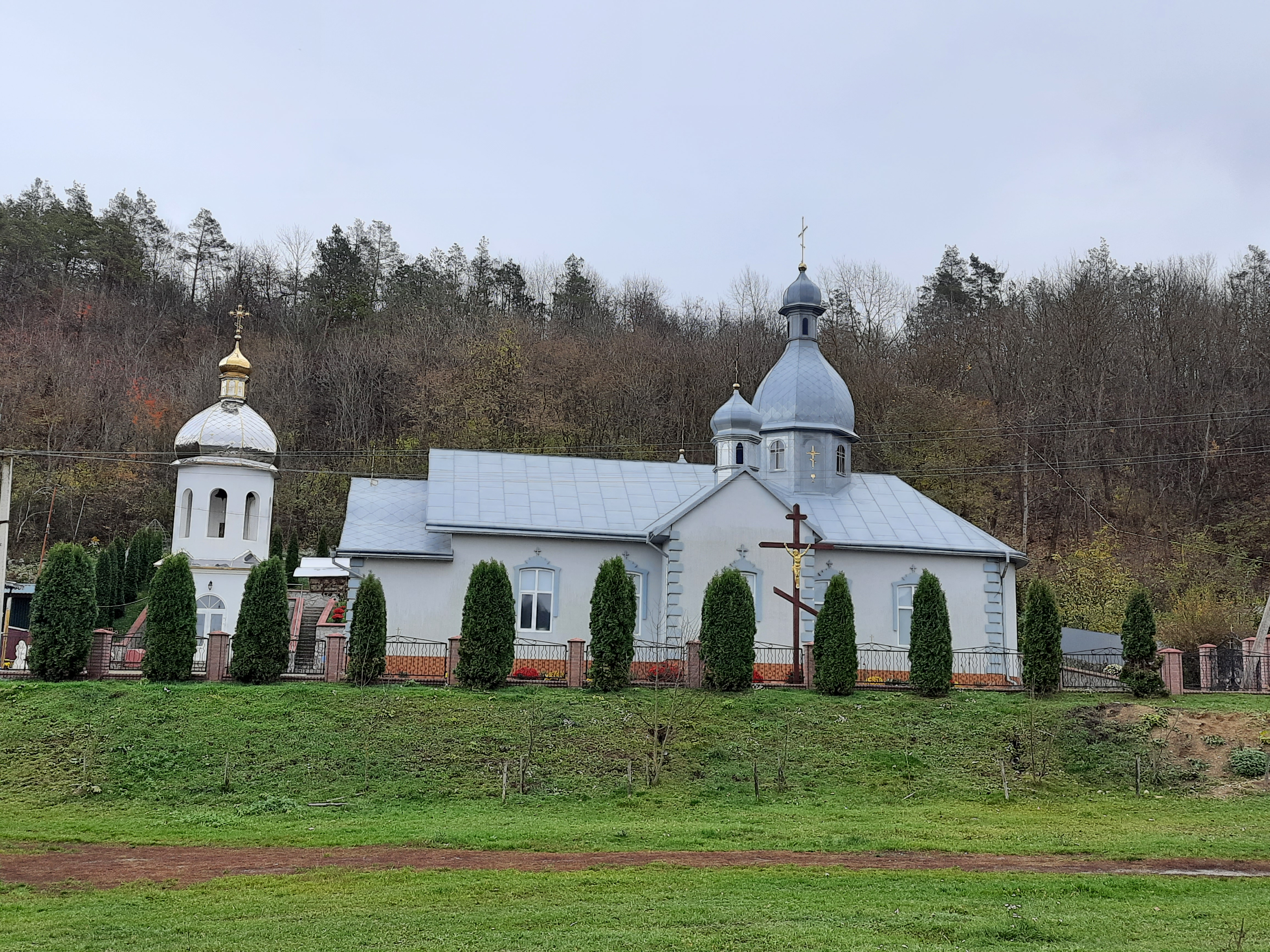
Церква ПЦУ